# Calyptophilus
Calyptophilus là một chi chim đặc hữu của đảo Hispaniola thuộc vùng Caribe.

## Phân loại
Chi này trước đây được xếp vào họ Thraupidae, nhưng sau đó được tách ra thành họ đơn chi Calyptophilidae. Chi này do Charles Barney Cory lập ra vào năm 1884 và bao gồm 2 loài:
- Calyptophilus tertius
- Calyptophilus frugivorus

Hai loài này trước đây được gộp chung thành một loài với danh pháp C. frugivorus.